# Грозан ја 3
Грозан ја 3 (енгл. Despicable Me 3) америчка је 3Д рачунарски-анимирана филмска комедија из 2017. у продукцији Illumination и дистрибуцији Universal Pictures. То је наставак Грозан ја 2 (2013), трећег главног дела, и четвртог дела у целини у франшизе Грозан ја. У режији је Пјера Кофина и Кајла Балде, и корежији дизајнера продукције и дизајнера ликова Ерика Гијона. Сценарио су написали Синко Пол и Кен Дорио, а у филму глуме гласови Стив Карел, Кристен Виг, Треј Паркер, Пјер Кофин, Миранда Косгроув, Стив Куган, Џени Слејт, Дана Гејер, Нев Шарел и Џули Ендруз.
„Грозан ја 3“ је дебитовао на Интернационалном фестивалу анимираног филма у Анесију 14. јуна 2017, а филм је изашао у САД 30. јуна 2017. године. У Србији је премијера филма била од 29. јуна 2017. године. Дистрибуцију је радио Taramount Film, као и синхронизацију. Филм је добио различите критике критичара и зарадио 1,035 милијарди долара широм света, поставши четврти филм са највећом зарадом 2017 и четврти-анимирани филм са највећом зарадом свих времена током приказивања у биоскопима. Наставак, Грозан ја 4, биће премијерно приказан 2024. године.

## Радња
Illumination, који је публици донео „Грозан ја“ и највеће анимиране хитове 2013. и 2015, „Грозан ја 2“ и „Малце“, наставља авантуре Груа, Луси, њихових предивних ћерки – Марго, Едит и Агнес – и Малаца у филму „Грозан ја 3“.
Након што је отпуштен из Лиге против зликоваца, због неуспеха да ухвати последњег лошег момка који је припретио целом човечанству, Гру улази у велику кризу идентитета. Али када се појави мистериозни странац како би обавестио Груа да има давно изгубљеног брата близанца – који очајнички жели да крене стопама свог брата Груа – некадашњи супернегативац ће поново открити како је добро бити лош.
Небојша Дугалић (Стив Карел) не само да поново на фантастичан начин дочарава Груа, овај пут бива затичен и у другој улози – Друа, Груовог давно изгубљеног брата близанца. Мина Лазаревић (Кристен Виг) се враћа као супершпијун Луси, док је у улози новог главног негативца Балтазара Брета, бивше звезде програма за децу, који је постао опседнут злим ТВ ликом кога је играо 80-их, Живојин Миленковић (Треј Паркер). Груов најимпресивнији противник до сада, Брет је одлучан да покори Холивуд... и свакога ко му се нађе на путу.

## Улоге
| Лик              | Енглески глас    | Српски глас      |
| ---------------- | ---------------- | ---------------- |
| Фелонијус Гру    | Стив Карел       | Небојша Дугалић  |
| Дру              | Стив Карел       | Небојша Дугалић  |
| Луси Вајлд       | Кристен Виг      | Мина Лазаревић   |
| Балтазар Брет    | Треј Паркер      | Жика Миленковић  |
| Марго Гру        | Миранда Косгроув | Мина Ненадовић   |
| Едит Гру         | Дана Гајер       | Милица Матејић   |
| Агнес Гру        | Елси Фишер       | Тиња Дамњановић  |
| Марлена          | Џули Ендруз      | Наташа Балог     |
| Сајлас Рамсботом | Стив Куган       | Драган Вујић     |
| Валери Да Винчи  | Џени Слејт       | Милена Живановић |
| Клајв Брет       | Енди Најман      | Вук Булатовић    |
| Малци            | Пјер Кофен       | Милан Антонић    |

## Наставак
Извршни директор компаније Illumination Крис Меледандри открио је у интервјуу у септембру 2017. да је четврти филм Грозан ја у развоју. Универзал је 18. фебруар 2022. заказао филм за 3. јул 2024. године.